# Rhadicoleptus alpestris
Rhadicoleptus alpestris là một loài Trichoptera trong họ Limnephilidae. Chúng phân bố ở miền Cổ bắc.